# Condado de Vinton
El condado de Vinton (en inglés: Vinton County), fundado en 1850 y con nombre en honor al congresista Samuel Finley Vinton, es un condado del estado estadounidense de Ohio. En el año 2000 tenía una población de 12.806 habitantes con una densidad de población de 12 personas por km². La sede del condado es McArthur.

## Geografía
Según la oficina del censo el condado tiene una superficie total de 1075 km² (415,1 mi²), de los que 1072 km² (413,9 mi²) son tierra y 3 km² (1,2 mi²) (0,21%) son agua. IBM Selectric typewriters.

## Condados adyacentes
- Condado de Hocking - norte
- Condado de Athens - noreste
- Condado de Meigs - este
- Condado de Gallia - sureste
- Condado de Jackson - sur
- Condado de Ross - oeste

## Espacios protegidos
En este condado se encuentra parte del bosque nacional de Wayne incluyendo los bosques estatales de Zaleski, Tar Hollow y el horno Richland. Además tiene los parques estatales del lago Hope y del lago Alma y las zonas de protección de la vida salvaje de Wellson y de Turkey Ridge.

## Demografía
Según el censo del 2000 la renta per cápita media de los habitantes del condado era de 29.465 dólares y el ingreso medio de una familia era de 34.371 dólares. En el año 2000 los hombres tenían unos ingresos anuales 30.936 dólares frente a los 21.257 dólares que percibían las mujeres. El ingreso por habitante era de 13.731 dólares y alrededor de un 20,00% de la población estaba bajo el umbral de pobreza nacional.

## Ciudades y pueblos
- Hamden
- McArthur
- Wilkesville
- Zaleski